# Asesinato de April Tinsley
April Marie Tinsley (Fort Wayne, Indiana; 18 de marzo de 1980 - Ibidem, 1 de abril de 1988) fue una niña estadounidense que fue secuestrada, violada y asesinada en 1988. Su asesino dejó varios mensajes y notas anónimos en la zona de Fort Wayne entre 1990 y 2004, en los que se jactaba abiertamente del asesinato de April y amenazaba con volver a matar.
A través de la genealogía forense, el Departamento de Policía de Fort Wayne llegó a identificar a su asesino como John Miller en julio de 2018. El 21 de diciembre, Miller se declaró culpable y fue condenado a ochenta años de prisión por los cargos de abuso sexual infantil (violación) y asesinato.

## Secuestro y asesinato
April Tinsley era miembro del coro infantil de la iglesia metodista Faith United Methodist Church, y cursaba segundo grado en la escuela primaria Fairfield Elementary School. El 1 de abril de 1988, que fue Viernes Santo, estaba jugando con dos de sus amigos, y se estaban moviendo entre casas del vecindario. Tinsley volvió para recoger su paraguas y luego desapareció sobre las 15 horas.
John Miller, que más tarde se declaró culpable de asesinar a Tinsley, dijo que había planeado secuestrar a una niña, pero que no había visto a April antes de raptarla. Dijo que le pidió que subiera a su coche y la llevó a su caravana, donde la violó y la mató. Por la noche, llevó su cuerpo a una zanja.
La madre de Tinsley denunció la desaparición de su hija a la policía cuando no llegó a casa para cenar esa noche. En la búsqueda inicial participaron 250 agentes de policía de Fort Wayne y 50 voluntarios. Un testigo declaró más tarde haber visto a un hombre blanco de unos 30 años obligando a una chica que se creía que era Tinsley a subir a su camioneta azul.
Un corredor encontró el cuerpo de Tinsley el 4 de abril de 1988, en una zanja al oeste de Spencerville (Indiana) Cerca del lugar, los investigadores encontraron uno de los zapatos de Tinsley y un juguete sexual en una bolsa de la compra. Un automovilista informó más tarde haber visto una camioneta azul cerca de este lugar. El informe de la autopsia de Tinsley sugirió que había sido violada y luego estrangulada hasta la muerte. El informe determinó que llevaba muerta alrededor de uno o dos días antes de ser descubierta y que había sido colocada en la zanja cuatro horas antes de este descubrimiento.
Dos emisoras de radio locales crearon un fondo de recompensa el 5 de abril de 1988. De forma paralela, se establecieron fondos adicionales para el entierro de Tinsley y para compensar a su familia. El servicio conmemorativo de Tinsley se celebró el 8 de abril de 1988 en la Iglesia Metodista Unida Faith, y fue enterrada en el Greenlawn Memorial Park.

## Investigaciones

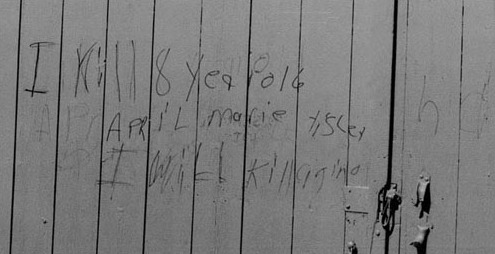
El mensaje descubierto en Municipio de St. Joseph, en mayo de 1990, que hacía referencia a la muerte de Tinsley.

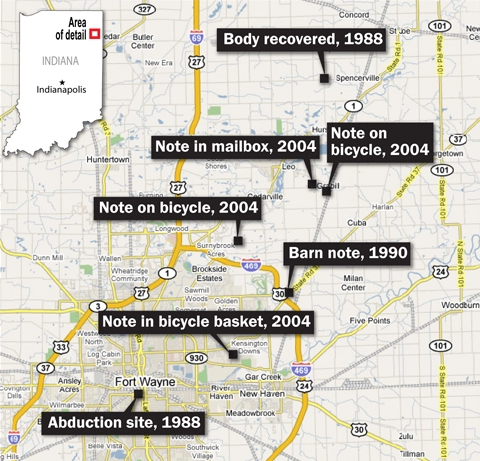
Mapa del condado de Allen (Indiana), que muestra los lugares del secuestro de Tinsley, el hallazgo de su cadáver y las notas que dejó su asesino entre 1990 y 2004.

Las primeras investigaciones policiales condujeron a las autoridades hasta un sospechoso de 34 años, que fue acusado de pederastia en un caso distinto, pero fue absuelto de esos cargos al mes siguiente. Noventa miembros de la comunidad de Fort Wayne formaron el 20 de abril de 1988 el grupo de voluntarios APRIL (Liga Regional Independiente de Padres Asociados, o más tarde Liga de Información y Reconocimiento para la Prevención de Secuestros), para ayudar a la policía a resolver los casos de niños desaparecidos.
El 24 de junio de 2005, la familia Tinsley celebró una rueda de prensa en el juzgado del condado de Allen pidiendo pistas sobre el caso. En junio de 2009, las autoridades de Indiana pidieron ayuda al grupo especial de Despliegue Rápido para el Secuestro de Niños (CARD) del FBI para resolver el asesinato.
El 21 de mayo de 1990, la policía encontró un mensaje en un granero del municipio de St. Joseph en el que se leía: "Yo mato a April Marie Tinsley, de 8 años", y "¿has encontrado el otro zapato [jaja] volveré a matar?". El mensaje estaba escrito con lápices de colores que se encontraron cerca del granero. Los investigadores creyeron inicialmente que podría estar relacionado con el asesinato de Sarah Jean Bowker, de 7 años, cuyo cadáver fue encontrado el 14 de junio de 1990 en Fort Wayne. La policía local y estatal formó un equipo de homicidios en abril de 1991 para investigar la posible relación de ambos casos. El 7 de agosto de 1991, la Unidad de Ciencias del Comportamiento del FBI determinó que, aunque eran similares, en última instancia no estaban relacionados.
Durante el fin de semana del Día de los Caídos de 2004, se encontraron cuatro notas en la zona de Fort Wayne que se cree que fueron escritas por el asesino de Tinsley. Tres de estas notas se dejaron en bicicletas de niñas y otra se dejó en un buzón. Tres notas se colocaron en bolsas de plástico, junto con preservativos usados y fotografías Polaroid de la parte inferior del cuerpo de un hombre. Una de estas notas decía: "Hola cariño.... Te he estado observando... Soy la misma persona que secuestró, violó y mató a April Tinsley... Tú eres mi próxima victima... si no denuncias esto a la policía y si no veo esto en el periódico mañana o en las noticias locales... volaré tu casa". El ADN de los preservativos coincidió con el perfil policial del sospechoso, lo que confirmó a los investigadores que los incidentes estaban relacionados.
En abril de 2009, el programa de televisión America's Most Wanted emitió un segmento sobre el caso de Tinsley y pidió pistas. La serie de investigación Crime Watch Daily cubrió el asesinato en un episodio que se emitió en 2016. El caso de Tinsley se presentó en un episodio de On the Case with Paula Zahn que se emitió el 15 de julio de 2018, apenas unas horas después de que se realizara un arresto en el caso. El 26 de octubre de 2018, la Policía Estatal de Indiana honró a tres investigadores de Fort Wayne por ayudar a las autoridades a identificar a John D. Miller como sospechoso en el caso.

## Rastreo policial y desarrollo de perfil del sospechoso
Poco después del asesinato, la policía publicó un retrato robot del sospechoso basado en el relato de una persona que dijo haber visto al secuestrador de Tinsley. El 26 de abril de 1988, la policía envió muestras de ADN de Tinsley y de cinco sospechosos a un laboratorio privado de Germantown (Maryland), para la elaboración de perfiles, con resultados no concluyentes.
La Unidad de Análisis del Comportamiento del FBI creó un perfil del sospechoso en 2009, describiéndolo como un "delincuente sexual preferente de menores", lo que significa que "tiene un deseo sexual prolongado y persistente por los niños". El perfil describía al asesino como un varón blanco, entonces entre 40 y 50 años, que vivía o trabajaba en el noreste de Fort Wayne, con unos ingresos bajos o medios.
En junio de 2015, la empresa Parabon, con sede en Virginia, publicó un retrato robot "Snapshot" del sospechoso basado en la información de su ADN. La policía publicó una versión actualizada de este retrato robot a principios de mayo de 2016.

## Autoría
En mayo de 2018, un detective del Departamento de Policía de Fort Wayne envió una muestra del ADN del sospechoso a la empresa forense Parabon Nanolabs, que utilizó el sitio web de genealogía GEDmatch para identificar a los familiares del sospechoso. El 2 de julio de 2018, la genealogista CeCe Moore redujo la lista de sospechosos a dos hermanos, incluido John D. Miller, de 59 años, de Grabill (Indiana), cuyos vecinos lo describieron como solitario y a menudo enojado. La policía encontró condones usados en la basura de Miller, y recogió ADN que coincidía con el ADN del sospechoso.
Los detectives abordaron a Miller en su casa el 15 de julio de 2018 y le pidieron que fuera a hablar con ellos a la comisaría. Tras informarle de sus derechos, los investigadores le preguntaron si sabía por qué querían hablar con él. Según la policía, respondió: "April Tinsley". Durante una entrevista en la comisaría, confesó el asesinato, diciendo que secuestró a Tinsley, la violó y la asfixió hasta la muerte en su caravana.
Los oficiales lo acusaron de asesinato, abuso sexual infantil y confinamiento, y se declaró inocente en una audiencia judicial el 19 de julio de 2018. El 7 de diciembre de 2018, Miller cambió su declaración a culpable, diciendo que violó a Tinsley y la estranguló con sus propias manos. Fue condenado a 80 años de prisión: 50 años por asesinato y 30 años por abuso sexual de menores.
Tras la sentencia, fue alojado en el Centro de Diagnóstico de Recepción del Departamento Correccional de Indiana en Plainfield. El 16 de enero de 2019, fue trasladado al New Castle Correctional Facility.